# Kmiczyn
Kmiczyn [ˈkmit͡ʂɨn] es un pueblo en el distrito administrativo de Gmina Łaszczów, dentro del condado de Tomaszów Lubelski, Voivodato de Lublin, en el este de Polonia. Se encuentra a unos 4 kilómetros (2 mi) al noreste de Łaszczów, 29 km (18 mi) al noreste de Tomaszów Lubelski, y 116 km (72 mi) al sureste de la capital regional Lublin. El pueblo tiene una población de 320.